# Cytheridae
Famille
Les Cytheridae sont une famille de crustacés de la classe des ostracodes, de la sous-classe des Podocopa, de l'ordre des Podocopida, du sous-ordre des Cypridocopina et de la super-famille des Cytheroidea.

## Liste des genres
Abditacythere - 
Cythere - 
Cythereis - 
Dampiercythere - 
Hemicytherideis - 
Jankeijcythere - 
Javanella - 
Perissocytheridea - 
Pseudocytheretta - 
Sarsocythere - 
Spinileberis
Genres fossiles: 
- †Cytherideis Jones, 1856
- †Superpendicythere